# Film fisk & frihed
Film fisk & frihed er en dansk dokumentarfilm fra 2001, der er instrueret af Frank Piasecki Poulsen.

## Handling
Denne artikel mangler et handlingsreferat. Hjælp os med at skrive det.